# Эбецу

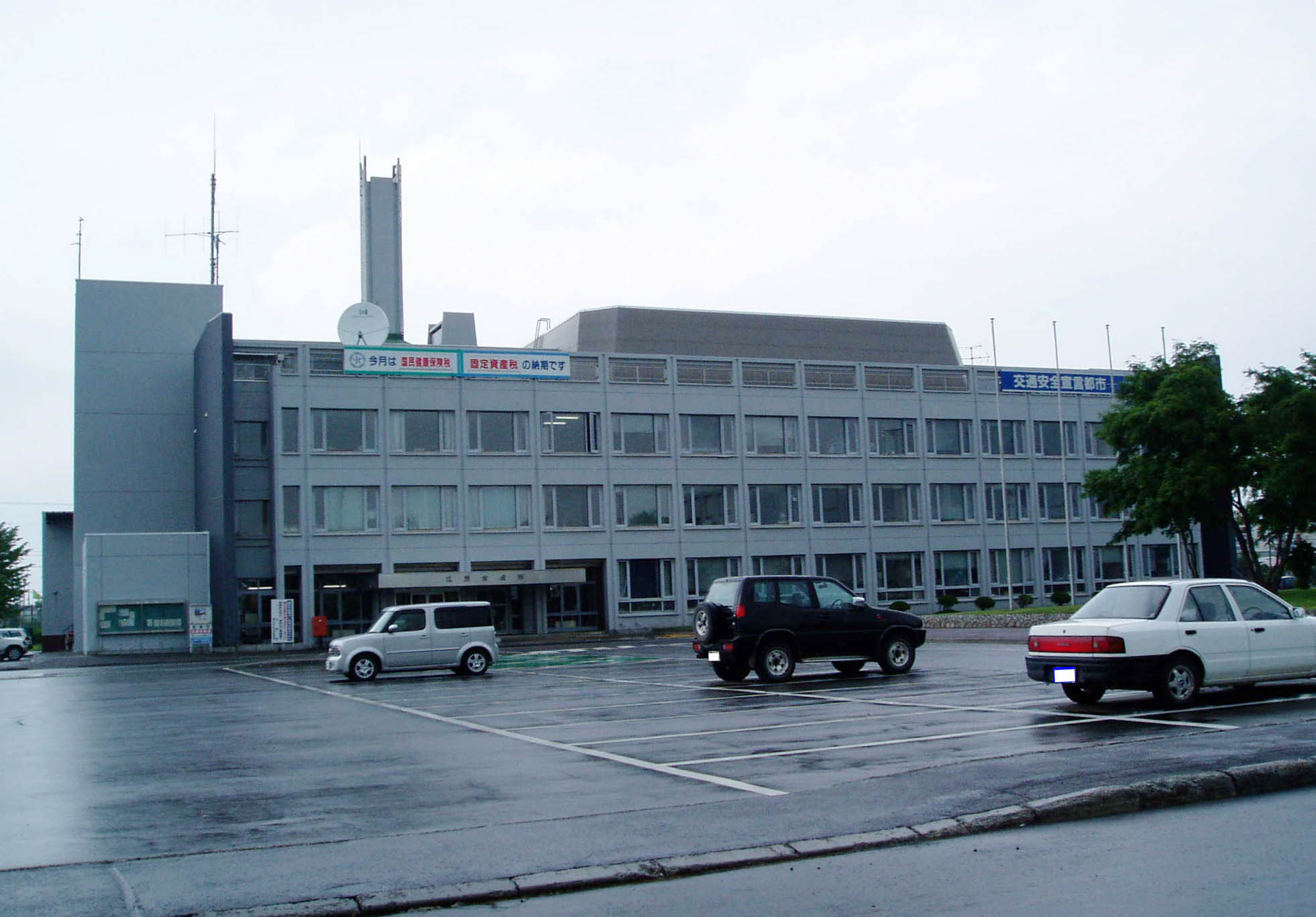
Мэрия Эбицу

Эбе́цу (яп. 江別市 Эбэцу-си) — город в Японии, расположенный в губернаторстве Хоккайдо. Площадь города составляет 187,57 км², население — 120 382 человека (30 июня 2014), плотность населения — 641,80 чел./км².

## География
Город Эбецу находится на севере Японии, на острове Хоккайдо, на территории округа Исикари, юго-западнее города Асахикава и северо-восточнее Саппоро. Статус города получил 1 апреля 1954 года.
Большая часть Эбецу находится на Шоссе 12 или непосредственно вокруг него. Северные границы города очерчены рекой Исикари, южные пригородом Саппоро. Эбецу граничит с городами Китахиросима, Ивамидзава, Нампоро, Тобецу и Синсиноцу.
Обширный Государственный парк Ноппоро (самый большой в мире парк нетронутых лесов на ровном месте) площадью 20 км². Из-за местоположения Эбецу в середине равнины Исикари (город Саппоро находится в юго-западной её части) здесь круглый год дует ветер.

## Климат
Средняя температура в Эбецу составляет 7,3°C. Наиболее прохладно в Январе (-6,4°C), а наиболее жарким есть Август (+21°C). Средние осадки в год составляют 965 мм/год. Наиболее сухим есть Март(39 мм/год), а наиболее влажным Август(145 мм/год). Рекордные макимум и минимум составляют +35,6°C и -26,1°C.

## Население
В состоянии на 2015 год население Эбецу составляет 120 636 человек. Данные по численности населения в период с 2000 по 2015 год:
- 2000—123 877
- 2003—123 749 −0,10 %
- 2004—123 912 +0,13 %
- 2005—125 601 +1,36 %
- 2010—123 722 −1,49 %
- 2015—120 636 −2,49 %
- 2017—119 086 −1,28 %

## Образование

### Университеты
- Hokkaido Information University
- Rakunō Gakuen University
- Sapporo Gakuin University

- Hokushō University

### Старшие школы

##### Государственные
- Hokkaido Ebetsu High School
- Hokkaido Nopporo High School
- Hokkaido Ooasa High School

##### Приватные
- Ritsumeikan keisho High School
- Towanomori San-ai High School

## Транспорт
- JR Hokkaido — Станция Эбецу
- Линия Титосэ
- Линия Хакодате

Эбецу находится в 16 км от центра города Саппоро. До него можно добраться по автостраде Хоккайдо, автобусным линиям Тюо или по железной дороге Линии Хакодате, которая следует через города Оаса, Нампоро, Такасаго и Эбетсу, соединяясь с северо-западной станцией.

## Города-побратимы
- Тоса, Япония;
- Грешам, США.

## Соседние города
- Саппоро;
- Китахиросима;
- Ивамидзава.